# Калеларга

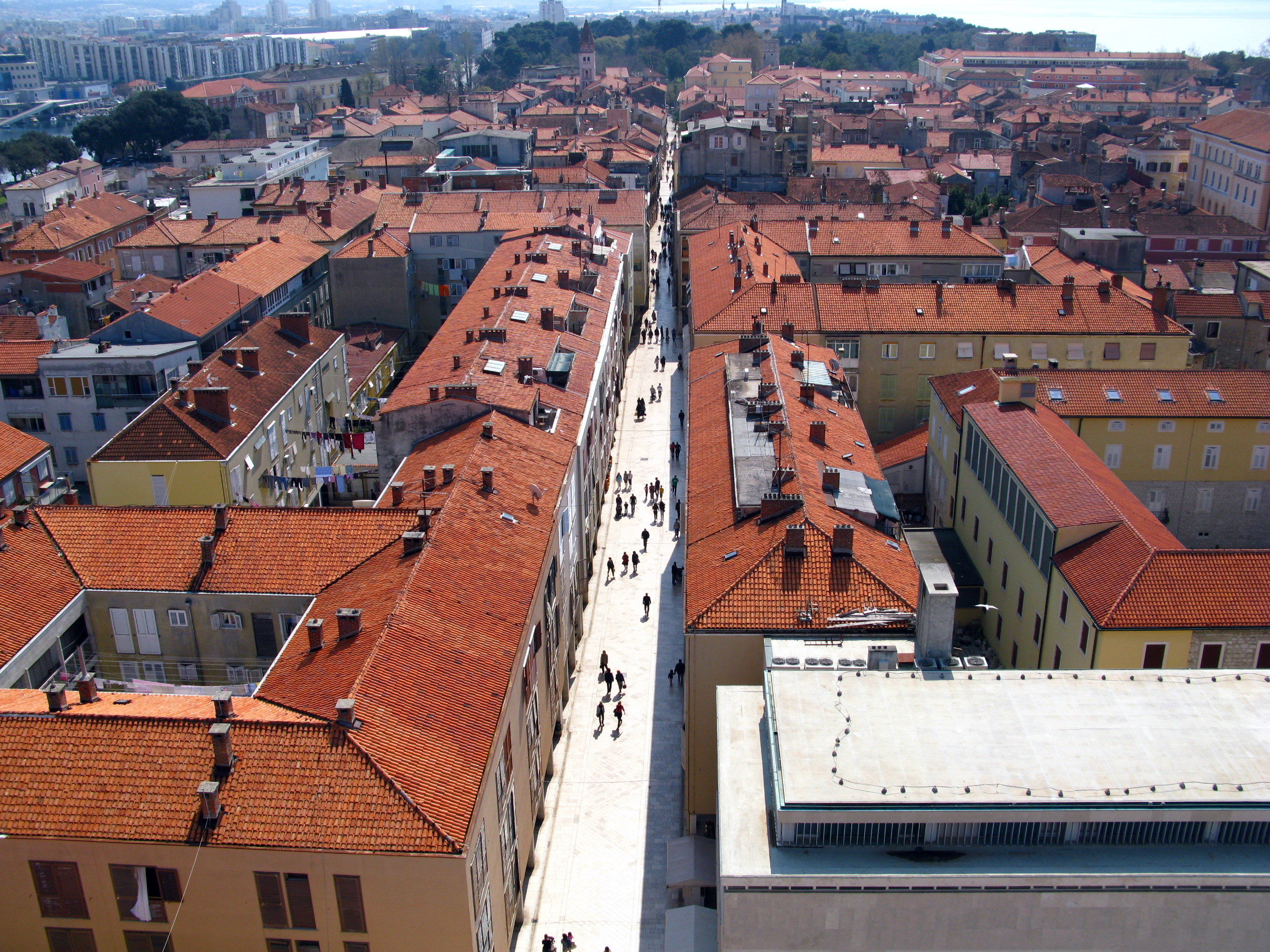
Вид на Калеларгу з дзвіниці собору св. Анастасії.

Калеларга (хорв. Kalelarga), офіційно Широка вулиця (хорв. Široka ulica) — історична вулиця у центрі Задара, повністю пішохідна. Головна вулиця міста. Пролягає зі сходу на захід від Народної площі до задарського Форуму.  Забудована традиційними кам'яницями. Центральна торгова вулиця з багатьма крамницями, кав'ярнями, ресторанчиками.   

## Назви
У давніх джерелах вулиця іменувалася Via Magna, Strada Grande («Велика вулиця») і Ruga Magistra («Головна вулиця»). Був час, коли частина вулиці в районі Народної площі називалася «вулицею св. Катерини» на честь однойменного монастиря, який розміщувався там у XV столітті.
Згодом її почали називати «Калеларга», що походило від венеціанського Calle Larga («Велика вулиця»). Така назва закріпилася за вулицею в розмовній мові навіть після того, як Венеційська республіка втратила наприкінці 1797 року контроль над Задаром, і місто потрапило під управління Австрійської імперії. Ця назва залишилася і за подальшої французької та поновленої австрійської влади над містом.
Після того, як 1920 року за Рапальським договором Задар відійшов до Королівства Італія, до кінця Другої світової війни використовується італійська назва «Калле Ларга». Потім вулиця отримує назви «Молодіжна» (хорв. Omladinska) та «Іво Лоли Рибара». Врешті, римський топонім хорватизувався в усній мові і на письмі, набувши форми «Калеларга». Ця назва дотепер залишається головною у повсякденному вжитку попри те, що офіційна назва вулиці — Широка.

## Історія
Спочатку Калеларга являла собою Decumanus Maximus, який, відповідно до засад римського містобудування, пролягав у напрямку «схід-захід», і цей напрямок підтримується донині. За місцевою легендою, вулиця нібито старіша за саме місто, тобто існувала тоді, коли Задар ще не набув міських рис.
Під час Другої світової війни союзники розбомбили місто, завдавши великої матеріальної шкоди. Майже всі будинки на вулиці були зруйновані. Калеларгу не можна було впізнати. Значна частина вулиці була через завали будинків непрохідною до 1960-х років, коли її було відновлено і реконструйовано.
Для жителів Задара Калеларга — це більше, ніж назва головної вулиці міста. Це культовий простір та один із символів міста, який викликає спогади про прекрасні моменти та події як місце спілкування, розваг і забав, процесій та народних гулянь і навіть першого кохання. Кажуть, що любовні почуття представників багатьох поколінь задарців зароджувалися і закінчувалися на цій вулиці. Тут найраніше дізнавалися, що відбувається чи відбудеться в Задарі та в що взуватися і що одягати.
На Калеларзі та Народній площі зустрічали з почестями баскетболістів, вітаючи їх із перемогами та здобутими трофеями. Тут відбувся і гучний прийом переможців Євробачення 1989 — задарського гурту «Riva».
Калеларга оспівана, як рідко яка вулиця. У неї навіть є свій гімн — пісня Томіслава Івчича, яка вийшла за рамки простого хіта і яку радо співають і слухають не тільки в Задарі.